# Sibacouyane Diabone
Sibacouyane Diabone est un ancien roi d'Oussouye, jusqu'à sa disparition en 1984.